# Johana Savojská (1310–1344)
Johana Savojská (francouzsky Jeanne de Savoie; 1310 – 29. června 1344, Vincennes) byla bretaňská vévodkyně ze Savojské dynastie a z matčiny strany pravnučka Ludvíka IX.

## Život
Johana se narodila jako jediná dcera savojského hraběte Eduarda a Blanky, dcery Roberta Burgundského. 21. března 1330 se v katedrále v Chartres na základě papežského dispenzu provdala za bretaňského vévodu Jana III., který doufal, že mu třetí choť dá vytouženého dědice. Jeho přání zůstalo nenaplněno, manželství bylo bezdětné a Jan těžce onemocněl a roku 1341 zemřel. Vzápětí se rozhořela válka o osiřelé vévodství.
Johana se po jeho smrti uchýlila na královský dvůr, kde v červnu 1344 zemřela a byla pohřbena v Dijonu v klášteře klarisek. Zachovaly se její iluminované Hodinky, vzniklé okolo roku 1320, dnes v depozitáři pařížského Musee Jacquemart Andre.